# 보트로프

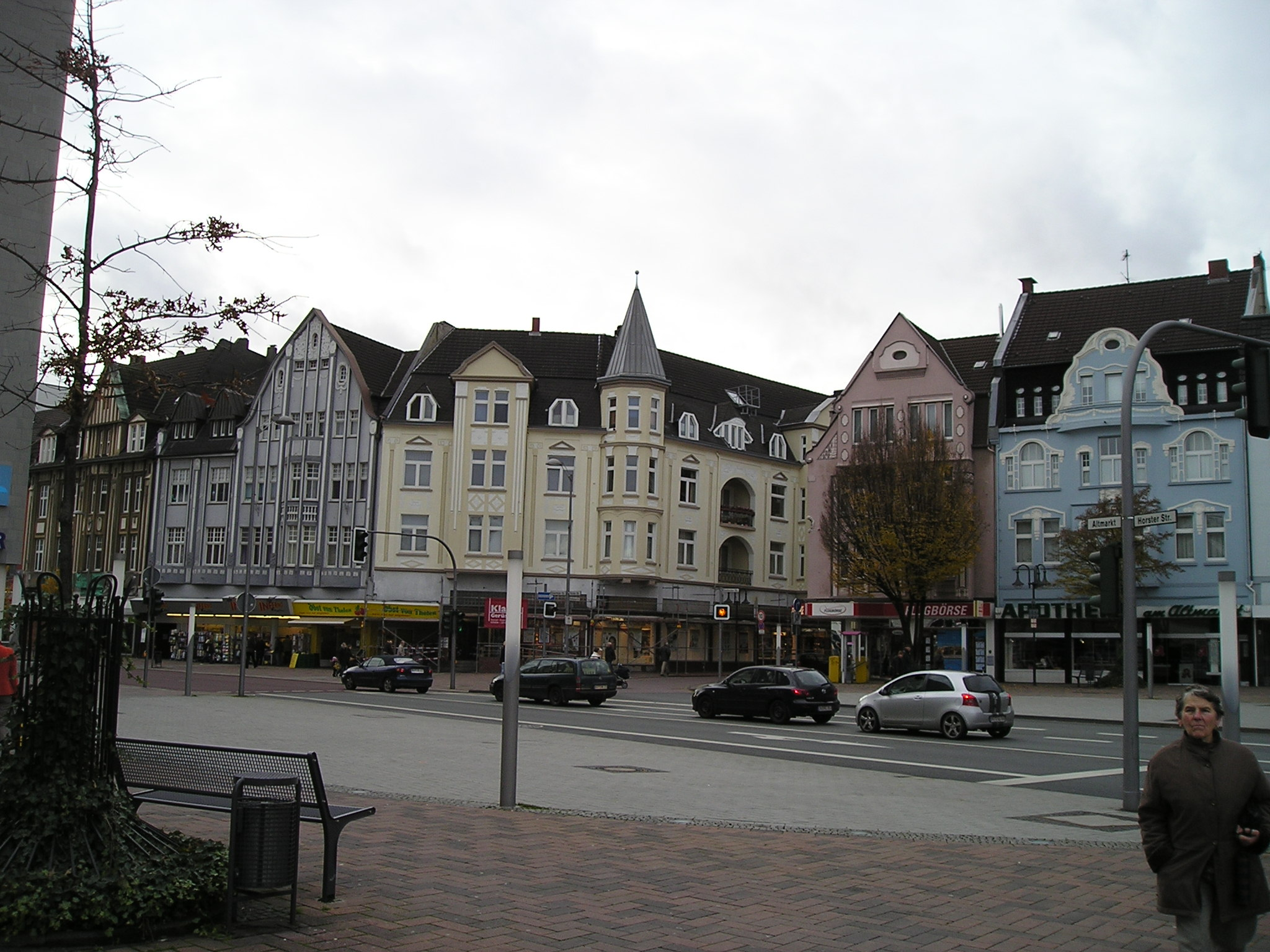

보트로프(독일어: Bottrop)는 독일 서부 노르트라인베스트팔렌주에 있는 도시이다. 인구 117,241(2009).
루르 지방에 위치하며, 에센·오버하우젠과 접한다. 본래 작은 마을이었으나, 19세기에 루르 지방의 산업 발달과 함께 급속히 성장하여 시가 되었다. 탄광 도시로, 석탄 채굴과 관련 공업으로 발전하였다. 철도 교차점으로도 중요시되었고, 제2차 세계대전 후로는 아우토반도 교차하게 되었다. 이 지역의 중요한 운하인 라인 헤르네 운하를 끼고 있어 수상 교통의 요지이기도 하다.